# 저우윈
저우윈(중국어: 周韵, 병음: Zhōu Yún, 한자음: 주운, 1978년 12월 17일 ~ )은 중국의 배우이다. 《태양은 다시 떠오른다》(2007), 《양자탄비》(2010), 《8인: 최후의 결사단》(2009), 《자객 섭은낭》(2015) 출연으로 알려져 있다. 배우이자 영화 감독인 장원과 2005년 결혼했다.

## 출연작 목록

### 영화
| 연도 | 제목                 | 원제         | 배역     | 비고 |
| ---- | -------------------- | ------------ | -------- | ---- |
| 2003 | 천지영웅             | 天地英雄     | 줴후이   |      |
| 2007 | 태양은 다시 떠오른다 | 太阳照常升起 | 펑마     |      |
| 2009 | 8인: 최후의 결사단   | 十月围城     | 아춘     |      |
| 2010 | 양자탄비             | 让子弹飞     | 화제     |      |
| 2014 | 일보지요             | 一步之遥     | 우류     |      |
| 2015 | 자객 섭은낭          | 刺客聶隱娘   | 전원씨   |      |
| 2018 | 사불압정             | 邪不压正     | 관차오훙 |      |